# Oxlestes
Oxlestes es un género extinto de mamífero que vivió en el Cretácico, posiblemente en el Cenomaniense temprano, y cuyos restos fósiles fueron encontrados en la Formación Khodzhakul, Uzbekistán. Siendo un mamífero carnívoro de afinidades inciertas, es notable por su tamaño relativamente grande, entre los mayores de los mamíferos del Mesozoico. Debido al material fósil limitado, ha sido considerado como un nomen dubium.

## Descripción
Oxlestes es considerado como un género monotípico, que solo abarca a la especie O. grandis. Sus especímenes fueron recuperados en la Formación Khodzhakul de Uzbekistán, la cual data de la época del Cenomaniense. El espécimen holotipo, CCMGE 6/11758, está compuesto por una vértebra cervical, el axis, los dentarios, dientes caninos y una cresta sagital.
El axis es relativamente estrecho, con un proceso anterior largo y aguzado. Posee dos pares de forámenes distintivos anteriores y posteriores en la sutura dorsal transversa; los placentarios modernos solo tienen uno. Este mide unos 1.9 centímetros de largo.
Los dentarios son cortos y robustos, con un borde convexo central. La fosa masetérica es profunda, y el canino es largo y grueso. Se ha sugerido que el cráneo mediría unos 10 centímetros de longitud; la comparación del axis y el dentario con los de los zheléstidos y los conejos indicarían una talla menor, de 7.5 centímetros, aunque esto ha sido criticado.
En general,  las proporciones disponibles parecen indicar que era un animal comparable en tamaño a los mayores mustélidos y los félidos de tamaño mediano actuales.

## Clasificación
Oxlestes fue referido inicialmente a los Palaeoryctidae, una familia de euterios, con base en las comparaciones con varios otros euterios del Cretácico como Zalambdalestes, Barunlestes y Asioryctes (ya no se considera que ninguno de estos sea un paleoríctido; Palaeoryctidae en general sería un grupo sin validez). Investigaciones posteriores lo han asignado cautelosamente al clado de metaterios Deltatheroida, basándose principalmente en su tamaño y sus especializaciones depredadoras, pero las investigaciones recientes no han mostrado evidencia de que tuviera características específicas de los deltateroides o incluso de los metaterios en general. Averinov y Archibald et al. 2005 lo asignaron al clado de euterios Zhelestidae, sugiriendo que tenía una relación cercana con Sheikhdzheilia aunque tampoco esta idea es certera.

## Paleocología
Oxlestes estuvo entre los mayores mamíferos del Mesozoico. Su profunda cresta sagital y fosa mastérica indican que tenía una fuerte musculatura mandibular, además de poseer grandes dientes caninos, ambas características asociadas a los mamíferos depredadores. Algunas de estas son compartidas con los detateroides, con los cuales podría estar relacionado. Si Oxlestes era un zheléstido, sería un género excepcional dentro de un clado de animales herbívoros.
Era incluso mayor que algunas especies de dinosaurios coetáneas. Algunos investigadores han sugerido incluso que puede haber depredado a los pequeños ceratopsios locales tales como Asiaceratops.